# ATC (D01)
Jest to część klasyfikacji anatomiczno-terapeutyczno-chemicznej:
- D – Dermatologia
  - D 01 – Leki przeciwgrzybicze
  - D 02 – Leki keratolityczne i działające ochronnie
  - D 03 – Leki stosowane w leczeniu ran i owrzodzeń
  - D 04 – Leki przeciwświądowe, w tym przeciwhistaminowe, znieczulające itp.
  - D 05 – Leki przeciwłuszczycowe
  - D 06 – Antybiotyki i chemioterapeutyki
  - D 07 – Kortykosteroidy
  - D 08 – Środki antyseptyczne i dezynfekujące
  - D 09 – Opatrunki lecznicze
  - D 10 – Leki przeciwtrądzikowe
  - D 11 – Inne leki dermatologiczne

Obejmuje ona leki przeciwgrzybicze:

## D 01 A – Leki do stosowania zewnętrznego
- D 01 AA – Antybiotyki
  - D 01 AA 01 – nystatyna
  - D 01 AA 02 – natamycyna
  - D 01 AA 03 – hachimycyna
  - D 01 AA 04 – pecylocyna
  - D 01 AA 06 – mepartrycyna
  - D 01 AA 07 – pirolnitryna
  - D 01 AA 08 – gryzeofulwina
  - D 01 AA 20 – połączenia
- D 01 AC – Pochodne imidazolu i triazolu
  - D 01 AC 01 – klotrimazol
  - D 01 AC 02 – mikonazol
  - D 01 AC 03 – ekonazol
  - D 01 AC 04 – chlormidazol
  - D 01 AC 05 – izokonazol
  - D 01 AC 06 – tiabendazol
  - D 01 AC 07 – tiokonazol
  - D 01 AC 08 – ketokonazol
  - D 01 AC 09 – sulkonazol
  - D 01 AC 10 – bifonazol
  - D 01 AC 11 – oksykonazol
  - D 01 AC 12 – fentykonazol
  - D 01 AC 13 – omokonazol
  - D 01 AC 14 – sertakonazol
  - D 01 AC 15 – flukonazol
  - D 01 AC 16 – flutrimazol
  - D 01 AC 17 – eberkonazol
  - D 01 AC 18 – lulikonazol
  - D 01 AC 19 – efinakonazol
  - D 01 AC 20 – pochodne imidazolu i triazolu w połączeniu z kortykosteroidami
  - D 01 AC 21 – netikonazol
  - D 01 AC 22 – lanokonazol
  - D 01 AC 52 – mikonazol w połączeniach
  - D 01 AC 60 – bifonazol w połączeniach
- D 01 AE – Inne
  - D 01 AE 01 – bromochlorosalicylanilid
  - D 01 AE 02 – metylorozanilina
  - D 01 AE 03 – tribromometakrezol
  - D 01 AE 04 – kwas undecylenowy
  - D 01 AE 05 – polinoksylina
  - D 01 AE 06 – 2-(4-chlorofenoksy)etanol
  - D 01 AE 07 – chlorofenezyna
  - D 01 AE 08 – tyklaton
  - D 01 AE 09 – sulbentyna
  - D 01 AE 10 – hydroksybenzoesan etylu
  - D 01 AE 11 – haloprogina
  - D 01 AE 12 – kwas salicylowy
  - D 01 AE 13 – siarczek selenu
  - D 01 AE 14 – cyklopiroks
  - D 01 AE 15 – terbinafina
  - D 01 AE 16 – amorolfina
  - D 01 AE 17 – dimazol
  - D 01 AE 18 – tolnaftat
  - D 01 AE 19 – tolcyklat
  - D 01 AE 20 – połączenia
  - D 01 AE 21 – flucytozyna
  - D 01 AE 22 – naftyfina
  - D 01 AE 23 – butenafina
  - D 01 AE 24 – tawaborol
  - D 01 AE 25 – liranaftat
  - D 01 AE 54 – kwas undecylowy w połączeniach

## D 01 B – Leki do stosowania wewnętrznego
- D 01 BA – Preparaty do stosowania wewnętrznego
  - D 01 BA 01 – gryzeofulwina
  - D 01 BA 02 – terbinafina
  - D 01 BA 02 – fosrawukonazol